# 2019년 MTV 무비 & TV 어워드
제28회 MTV 무비 & TV 어워드는 2019년 6월 17일에 열린 시상식이다.

## 수상 및 후보

### 최고의 영화상
- 어벤져스: 엔드게임 - 앤서니 루소 수상
- 블랙클랜스맨 - 스파이크 리
- 스파이더맨: 뉴 유니버스 - 밥 퍼시케티 외 2명
- 내가 사랑했던 모든 남자들에게 - 수잔 존슨
- 어스 - 조던 필

### 최고의 TV프로그램상
- 왕좌의 게임 수상
- 빅 마우스
- 리버데일
- 시트 크릭 패밀리
- 힐 하우스의 유령

### 영화 - 최고의 배우상
- 스타 이즈 본 - 레이디 가가 수상
- 더 헤이트 유 기브 - 아만들라 스텐버그
- 어스 - 루피타 뇽
- 보헤미안 랩소디 - 라미 말렉
- 버드 박스 - 산드라 블록

### TV - 최고의 배우상
- 핸드메이즈 테일 - 엘리자베스 모스 수상
- 왕좌의 게임 시즌 - 에밀리아 클라크
- 제인 더 버진 - 지나 로드리게즈
- 사브리나의 오싹한 모험 - 키에넌 시프카

### 주목할만한 배우상
- 내가 사랑했던 모든 남자들에게 - 노아 센티네오 수상
- 크레이지 리치 아시안 - 아콰피나
- 파이브 피트 - 헤일리 루 리차드슨
- 포즈 - Mj 로드리게즈
- 오티스의 비밀 상담소 - Ncuti Gatwa

### 최고의 키스상
- 내가 사랑했던 모든 남자들에게 - 노아 센티네오 외 1명 수상
- 아쿠아맨 - 제이슨 모모아 외 1명
- 리버데일 - 찰스 멜튼 외 1명
- 오티스의 비밀 상담소 - 은쿠티 가트와 외 1명
- 베놈 - 톰 하디 외 1명

### 최고의 싸움상
- 캡틴 마블 - 브리 라슨 외 1명 수상
- 어벤져스: 엔드게임 - 조슈 브롤린 외 1명
- 왕좌의 게임 - 메이지 윌리암스 외 1명
- 루스 베이더 긴즈버그 : 나는 반대한다 - 루스 베이더 긴즈버그 외 1명
- WWE 레슬매니아 35 - 베키 린치 외 1명

### 최고의 악당상
- 어벤져스: 엔드게임 - 조슈 브롤린 수상
- 유 - 펜 바드글리
- 킬링 이브 - 조디 코머
- 핸드메이즈 테일 - 조셉 파인즈
- 어스 - 루피타 뇽

### 최고의 코믹연기상
- 시트 크릭 패밀리 - Dan Levy 수상
- 크레이지 리치 아시안 - 아콰피나
- 빅 마우스 - 존 멀레이니
- 리틀 - 마르사이 마틴
- 샤잠! - 제커리 레비

### 최고의 공포연기상
- 버드 박스 - 산드라 블록 수상
- 요로나의 저주 - 린다 카델리니
- 할로윈 - 리안 리즈
- 힐 하우스의 유령 - 빅토리아 페드레티
- 유전 - 알렉스 울프

### 최고의 영웅상
- 어벤져스: 엔드게임 - 로버트 다우니 주니어 수상
- 캡틴 마블 - 브리 라슨
- 블랙클랜스맨 - 존 데이비드 워싱턴
- 왕좌의 게임 - 메이지 윌리암스
- 샤잠! - 제커리 레비

### 최고의 다큐멘터리
- R.켈리에게서 살아 남기 - Nigel Bellis 외 1명 수상
- 앳 더 하트 오브 골드 - 에린 리 카
- 맥퀸 - 이안 보노트 외 1명
- 루스 베이더 긴즈버그 : 나는 반대한다 - 벳시 웨스트 외 1명
- 화해의 조건 - 빙 리우

### 최고의 리얼리티상
- Love & Hip Hop: Atlanta 수상
- Vanderpump Rules
- Jersey Shore: Family Vacation
- The Bachelor
- The Challenge

### 최고의 리얼-라이프 히로
- 루스 베이더 긴즈버그 : 나는 반대한다 - 루스 베이더 긴즈버그 수상
- 프리 솔로 - 알렉스 호놀드
- 해나 개즈비: 나의 이야기 - 해나 개즈비
- WWE 스맥다운 - 로만 레인즈
- Being Serena - 세레나 윌리엄스

### 최고의 놀라운 순간
- The Bachelor - Colton Underwood jumps the fence 수상
- Lindsay Lohan's Beach Club - The Lilo Dance
- Love & Hip Hop: Hollywood - Ray J's Hat
- 루스 베이더 긴즈버그 : 나는 반대한다 - The Notorious RBG
- 루폴의 드래그 레이스 - Asia O'Hara's butterfly finale fail

### 최고의 진행상
- Wild 'n Out - 닉 캐논 수상
- CBS This Morning - 게일 킹
- The Daily Show - 트레버 노아
- The Masked Singer - 닉 캐논
- RuPaul's Drag Race - 루폴

### 최고의 음악상
- 스타 이즈 본 - Shallow 수상
- 보헤미안 랩소디 - Live Aid Concert
- 캡틴 마블 - Just a Girl
- 사브리나의 오싹한 모험 - Masquerade
- 굿키즈 온 더 블록 - Look at that Butt
- 리버데일 - Seventeen
- 스파이더맨: 뉴 유니버스 - Sunflower
- 엄브렐러 아카데미 - I Think We're Alone Now